# 清涼殿落雷事件
清涼殿落雷事件（日语：／）乃日本平安時代延長8年6月26日（舊曆，930年7月24日）發生於內裡清涼殿的落雷事件，造成多名公卿官人死傷。

## 概要

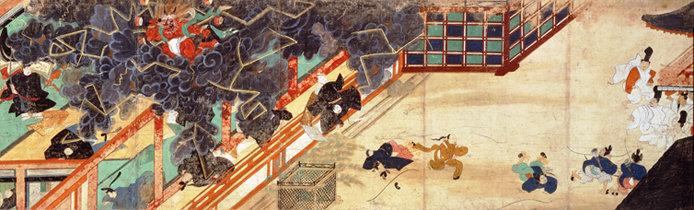
《北野天神緣起繪卷》描繪之清涼殿落雷事件。

延長8年平安京周邊發生旱災，醍醐天皇在內裡清涼殿召集太政官大臣們商討是否應該祈雨。午後1時左右，愛宕山上方突然烏雲密布，覆蓋整個平安京，霎時雷雨傾盆而下。1個半小時後清涼殿西南方第一柱遭到雷擊，此時周邊的公卿、官人受到波及：大納言民部卿藤原清貫引火上身而燒到胸部，當場慘死；右中弁內藏頭平希世遭到顏面灼燒，面臨瀕死。二人分別從陽明門、修明門被人祕密抬出，但平希世不久便氣絕身亡。隨後落雷又打中隔壁的紫宸殿 (京都御所)，兵衛府右兵衛佐美努忠包的頭髮、紀蔭連的腹部、安曇宗仁的膝蓋等皆遭到灼傷，美努忠包連同兩位近身侍衛後來不治身亡。
意外發生後公卿們四處逃竄，一時之間宮殿陷入大混亂。醍醐天皇從清涼殿逃往常寧殿避難，雖然他沒有受到肉體上的傷害，可是親眼目睹此一慘狀，他也元氣大傷，三個月後便駕崩歸西。

### 文獻記載
《日本紀略》「醍醐天皇」之篇章記載：
延長八年六月廿六日戊午、諸卿侍殿上、各議請雨之事、午三刻從愛宕山上黒雲起、急有陰澤、俄而雷聲大鳴、堕清涼殿坤第一柱上、有霹靂神火、侍殿上之者、大納言正三位兼行民部卿藤原朝臣清貫、衣燒胸裂夭亡（年六十四）又從四位下行右中弁兼内藏頭平朝臣希世、顔燒而臥、又登紫宸殿者、右兵衛佐美努忠包、髪燒死亡、紀蔭連、腹燔悶亂、安曇宗仁膝燒而臥
《扶桑略記》卷二十四醍醐天皇亦記錄：
延長八年六月廿六日戊午、是日申一刻、雲薄雷鳴、諸衛立陣、左大臣以下群卿等、起陣侍清涼殿、殿上近習十餘人連膝、但左丞相近御前、同三刻、旱天曀曀、蔭雨濛濛、疾雷風烈、閃電照臨、即大納言清貫卿、右中弁平希世朝臣震死、傍人不能仰瞻、眼眩魂迷、或呼或走云云、先是登殿之上舎人等、倶於清涼殿南簷、右近衛茂景獨撲滅、申四刻雨晴雷止、臥故清貫卿於蔀上、數人肩舁、出式乾門、載車還家、又荷希世出修明門外載車將去、上下之人、觀如堵檣、如此騒動、未嘗有矣

## 影響
皇居發生這麼重大的意外，對社會帶來重大的衝擊。當時流傳著一種說法，這是被誣陷的右大臣菅原道真之怨靈作祟，因為死者之一的藤原清貫受左大臣藤原時平之命，監視菅原道真左遷至太宰府的動向。因此，「道真的怨靈操縱了雷電」、「道真化作雷神」的說法在民間廣為流傳。

## 內部連結
- 菅原道真
- 雷神 (日本)

## 外部連結
- 菅原道真は雷神 （页面存档备份，存于）（日語）
- 大内裏・清涼殿に落雷（930（延長8）年6月26日） （页面存档备份，存于）（日語）